# Vlag van Drogenbos
De vlag van Drogenbos werd door de gemeenteraad op 24 april 1986 officieel vastgesteld als de gemeentelijke vlag van de Vlaams-Brabantse gemeente Drogenbos. Op 13 oktober 1987 werd hij door het Bestuur van Vlaanderen bevestigd en uiteindelijk gepubliceerd op 16 september 1988 in het officiële Belgisch Staatsblad.
Officieel wordt de vlag beschreven als:
Vijf even hoge banen van rood en van geel.
De kleuren zijn ontleend aan het gemeentewapen, het wapen van de familie Arenberg.

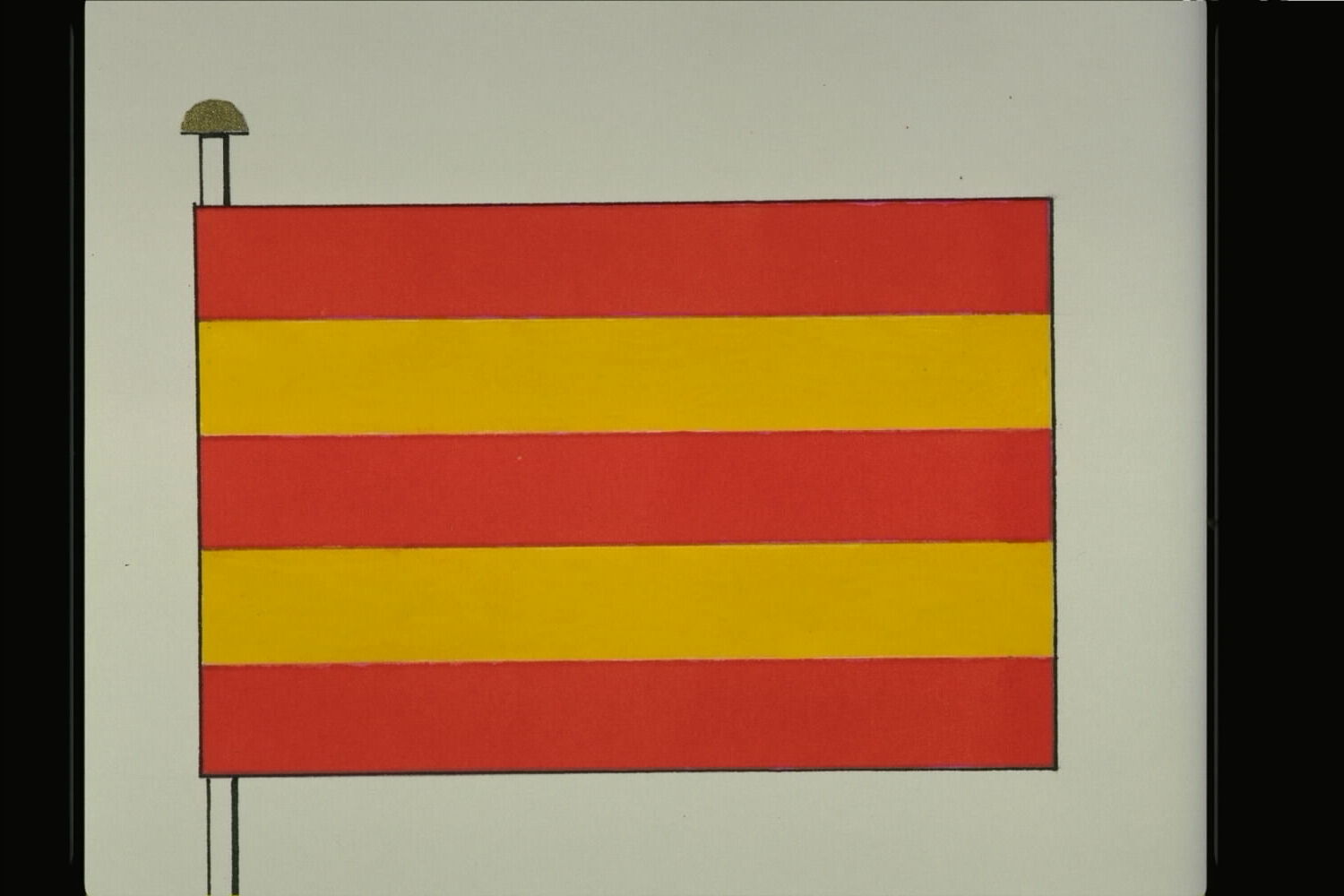
Officiële tekening van de vlag
Familiewapen van Arenberg